# Siemukaczy
Siemukaczy (biał. Семукачы; ros. Семукачи; pol. hist. Semukacze) – agromiasteczko na Białorusi, w obwodzie mohylewskim, w rejonie mohylewskim, w sielsowiecie Siemukaczy.
W pobliżu znajduje się przystanek kolejowy Siemukowiczy, położony na linii Osipowicze – Mohylew.

## Historia
Do 1917 położone były w Rosji, w guberni mohylewskiej, w powiecie bychowskim. Następnie w granicach Związku Sowieckiego. Od 1991 w niepodległej Białorusi.